# Сербина, Ксения Николаевна
Ксе́ния Никола́евна Сербина́ (17 [30] декабря 1903; Скопин, Рязанская губерния — 9 сентября 1990, Ленинград) — советский историк, источниковед, археограф и краевед. Доктор исторических наук (1948).

## Биография
- 1926 — окончила исторический факультет Ленинградского государственного университета (ЛГУ)
- 1927 — научный сотрудник Историко-археографического института, затем — Института истории АН СССР
- 1935 — кандидат исторических наук (без защиты диссертации)
- 1938 — осуждена на три года лагерей как ЧСИР (Член семьи изменника Родины); отбыла 4 месяца в АЛЖИРе (Акмолинском лагере жён изменников родины), после чего была освобождена
- 1941—1944 — жила и работала в Ленинграде во время его блокады
- 1948 — доктор исторических наук; тема диссертации: «Очерки из социально-экономической истории русского города. (Тихвинский посад в XVI—XVIII вв.)». Ленинградское отделение Института истории Академии наук СССР (ЛОИИ АН СССР)
- 1951—1982 — старший научный сотрудник Ленинградского отделения Института истории

Ксения Николаевна Сербина скончалась 9 сентября 1990 года, похоронена на Большеохтинском кладбище Санкт-Петербурга.

## Семья
- Муж: Владимир Николаевич Кашин (1890—1938) — историк, профессор. После выдвижения против него политические обвинений был арестован 14 апреля 1937. 18 февраля 1938 Выездной сессией Военной коллегии Верховного суда СССР приговорён к расстрелу, приговор приведён в исполнение в тот же день. Реабилитирован Военной коллегией Верховного суда 20 октября 1956 по заявлению сына[1].
- Сын: Георгий Владимирович Кашин (1926—2005).

## Награды
- медаль «За трудовую доблесть» (17.05.1944)

## Избранные труды

### Публикации источников
- Крепостная мануфактура в России. Ч. 1. Тульские и Каширские железные заводы / Выявл. документов, подгот. к печати в соавт., сост. карты железных заводов средней полосы России во второй половине XVII в. (Труды Археографической комиссии. Т. 2) Л., 1930; Ч. 2. Олонецкие медные и железные заводы / Сост. карты Олонецких железных заводов второй половины XVII в. Л., 1931.; Ч. 3. Дворцовая полотняная мануфактура XVII в. / Подгот. к печати совм. с Р. Б. Мюллер (Труды Археографической комиссии. Т. 5. Материалы по истории экономического развития России.) Л., 1932; Ч. 4-5 / Ред. (Труды Археографической комиссии. Т. 11-13). Л., 1934.
- Материалы по истории крестьянской промышленности XVIII и первой половины XIX в.: Сборник документов / Подгот. к печати в соавт., ред. Вып. 1. М.; Л., 1935; Л., 1950. Т. II.
- Хождение за три моря Афанасия Никитина. 1466—1472 / Под ред. Б. Д. Грекова и В. П. Адриановой-Перетц; Подгот. к печати Троицкого списка и списка Ундольского. М.; Л., 1948.
- Материалы по истории крестьянской промышленности XVIII и первой половины XIX в. / Археограф. оформл. Вып. II. Текстильная промышленность Московской губернии в XVIII и начале XIX в. М.; Л., 1950. (совместно с И. В. Мешалиным)
- Присёлков М. Д. Троицкая летопись / Подгот. к печати, ред., реконструкция текста. М.; Л., 1950.
- Книга Большому Чертежу / Подгот. к печати и ред. М.; Л., 1950.
- Устюжский летописный свод (Архангелогородский летописец) / Подгот. к печати и ред. М.; Л., 1950.
- Летописный свод 1497 г. Летописный свод 1518 г. (Уваровская летопись) / Подгот. к печ. ПСРЛ. Т. 28. Л., 1963.
- Холмогорская летопись. Двинской летописец / Сост. (совм. с Я. С. Лурье), ред. ПСРЛ. Т. 33. Л., 1977.
- Устюжские и Вологодские летописи XVI—XVIII вв. / Сост. (совм. с Н. А. Казаковой), ред. тома. ПСРЛ. Т. 37. Л., 1982.

### Монографии
- Сербина К. Н. Очерки из социально-экономической истории русского города: Тихвинский посад в XVI—XVIII вв.. — М.; Л.: Изд-во АН СССР, 1951. — 488 с.
- Сербина К. Н. Крестьянская железоделательная промышленность Северо-Западной России XVI-первой половины XIX в.. — Л.: Наука. Ленингр. отд-ние, 1971. — 264 с.
- Сербина К. Н. Крестьянская железоделательная промышленность Центральной России XVI-первой половины XIX в. / Под ред. А. И. Копанева. — Л.: Наука. Ленингр. отд-ние, 1978. — 192 с.
- Сербина К. Н. Устюжское летописание XVI—XVIII вв. / Отв. ред. В. И. Буганов; Рец.: Н. А. Казакова, Л. Л. Муравьёва; Ленингр. отд-ние Института истории СССР АН СССР. — Л.: Наука. Ленингр. отд-ние, 1985. — 136 с. — 2300 экз.

### Избранные статьи
- Книга Большого Чертежа и её редакции // Исторические записки. 1945. Т. 14. С. 129—147.
- Устюжский летописный свод // Исторические записки. М., 1946. Т. 20. С. 239—270.
- Источники Книги Большого Чертежа // Исторические записки. 1947. Т. 23. С. 290—324.
- Александр Игнатьевич Андреев // Вопросы экономики и классовых отношений в Русском государстве XII—XVII вв. М.; Л., 1960. С. 477—482.
- Летописный свод 1518 г. // Вопросы историографии и источниковедения истории СССР. М.; Л., 1963. С. 587—608.
- Из истории русского летописания конца XV в. // Проблемы источниковедения. М., 1963. Т. 11. С. 391—498.
- Двинской летописец // Вспомогательные исторические дисциплины. Л., 1973. Т. 5. С. 196—219.
- Устюжское летописание XVI—XIX вв.: (Краткий обзор списков) // Вспомогательные исторические дисциплины. Л., 1979. Т. 11. С. 42-48.